# The Mandalorian and Grogu
Pour les articles homonymes, voir Mandalorien (homonymie).
Série The Mandalorian
The Mandalorian
Pour plus de détails, voir Fiche technique et Distribution.
The Mandalorian and Grogu est un film américain réalisé par Jon Favreau et dont la sortie est prévue en 2026. Il s'agit d'une suite en long métrage de The Mandalorian, une série télévisée de l'univers de Star Wars diffusée sur Disney+.

## Fiche technique
Sauf indication contraire, les informations mentionnées dans cette section peuvent être confirmées par la base de données cinématographiques IMDb,  présente dans la section « Liens externes ».
- Titre original : The Mandalorian and Grogu
- Réalisation : Jon Favreau
- Scénario : Jon Favreau et Dave Filoni, d'après les personnages créés par George Lucas
- Musique : N/A
- Décors : Doug Chiang et Andrew L. Jones
- Costumes : Mary Zophres
- Photographie : N/A
- Montage : N/A
- Production : Ian Bryce, Jon Favreau, Dave Filoni, Karen Gilchrist et Kathleen Kennedy
- Société de production : Lucasfilm
- Société de distribution : Walt Disney Studios Motion Pictures
- Budget : N/A
- Pays de production :  États-Unis
- Langue originale : anglais
- Format : couleur
- Genre : science-fiction
- Dates de sortie[1] : Dates sujettes à modification
  - France : 20 mai 2026
  - États-Unis : 22 mai 2026

## Distribution
- Pedro Pascal : Din Djarin / le Mandalorien
- Sigourney Weaver
- Jeremy Allen White :  Rotta le Hutt (voix)
- Jonny Coyne : Un Seigneur de Guerre Impérial, chef d'une des factions des vestiges de l'Empire.
- N/A : Garazeb "Zeb" Orrelios

## Production

### Genèse et développement
En 2017, Jon Favreau présente à Kathleen Kennedy — présidente de Lucasfilm — un pitch une idée de série dérivée Star Wars centrée sur les Mandaloriens,. Dave Filoni, producteur délégué de Star Wars: The Clone Wars et Star Wars Rebels, avait également conçu une série centrée sur les Mandaloriens. Kathleen Kennedy leur suggère alors de travailler ensemble. Cela même donc à la création de The Mandalorian, toute première série télévisée Star Wars en prise de vues réelles. La première saison est diffusée sur Disney+ dès novembre 2019. Peu après, Alan F. Horn — alors président de The Walt Disney Studios — déclare qu'un film dérivé pour être produit en cas de succès.
En octobre 2020, alors que sort la 2e saison, Jon Favreau et l'acteur Pedro Pascal déclarent qu'ils sont ouverts à l'idée d'un long métrage mais le premier ne se dit pas pressé de le faire. Jon Favreau commence à écrire la saison 4 en mai 2022. Il finalise les scripts avec Dave Filoni en février 2023. Le tournage de cette 4e saison devait débuter en septembre 2023, mais est annulé en raison de la grève de la Writers Guild of America puis celle de la SAG-AFTRA,,. En novembre 2023, Filoni révèle qu'il est désormais directeur de la création chez Lucasfilm et qu'il sera directement impliqué dans la planification des futurs films et séries.
Alors que la production de la quatrième saison est retardée par les grèves, Lucasfilm revoit ses plans et décide de donner la priorité au film The Mandalorian. Le studio annonce donc le développement du film, intitulé The Mandalorian & Grogu, en janvier 2024. Jon Favreau est annoncé à la réalisation et coécrit le script avec Dave Filoni. Ils produisent également le film avec Kathleen Kennedy,. Ian Bryce officie également comme producteur. Le tournage est alors prévu pour juin. Il n'est alors pas précisé si Pedro Pascal sera présent physiquement dans le film ou alors s'il prêtera juste sa voix au personnage principal comme dans certains épisodes,. Par ailleurs, il n’est pas précisé si la quatrième saison est toujours prévue. En février, le PDG de Disney Bob Iger annonce une sortie du film pour 2026. Plus tard dans le mois, l'État de Californie alloue à la production un crédit d'impôts de 21 755 000 $, dans le cadre du programme d'incitation fiscale pour tourner dans l'État, l'une des allocations les plus importantes de l'histoire du programme. Le film doit être entièrement produit dans l'État, une première pour la franchise Star Wars. En avril, Disney annonce la sortie américaine pour le 22 mai 2026, date auparavant prévu pour un autre projet de long métrage Star Wars. Le mois suivant, Sigourney Weaver est annoncée devant la caméra.

### Tournage
Le tournage devait débuter en juin 2024 en Californie, sous le titre Thunder Alley. La durée annoncée est de 92 jours. Jon Favreau et Dave Filoni déclarent en août que les prises de vues ont débuté quelques semaines plus tôt. Le tournage s'achève en décembre 2024.

## Sortie et accueil
The Mandalorian and Grogu sortira en mai 2026.